# 湖北省沙市中学
湖北省沙市中学，原名湖北省沙市三中，简称沙市中学（又被称为三中、沙中），是湖北省首批重点中学，湖北省第一所普通中学示范学校（高中）。沙市中学现分为老校区和新校区，老校区坐落于沙市区北京路上，四周均为繁华的商业区，占地120亩。新校区坐落于荆州市沙北新区，与荆州市规划中的最大的体育中心相邻。
1. ↑  . www.hbsszx.com.   [2017-08-01]. （原始内容存档于2017-08-01）.